# Erannis uniformata-obsoleta
Erannis uniformata-obsoleta là một loài bướm đêm trong họ Geometridae.